# プログレスMS-20
プログレス MS-20（ロシア語: Прогресс МC-20、ロシア製造番号450、NASAではプログレス81Pと呼称）は、国際宇宙ステーション（ISS）への再補給のためにロスコスモスが打ち上げたプログレス補給船。これはプログレス宇宙機の173回目の飛行となる。

## 来歴
プログレスMSはプログレスMをもとに航法装置を強化した無人輸送機。この強化されたバリエーションは2015年12月21日に初めて打ち上げられた。このバージョンでは以下の強化が施されている：
- 人工衛星を展開可能な新しい外部コンパートメント。それぞれのコンパートメントは4個までの発射コンテナーを搭載することができる。プログレスMS-03で初めて搭載された。
- ドッキングおよび密閉機構の電気モーターの予備システムの追加による強化された冗長性
- 貨物コンパートメントへのパネル追加による微小隕石防護力の増強
- ロシアのルーチ中継衛星とのリンク機能によって、地上局の視野外でもテレメトリーと制御が可能に
- 地上局による軌道決定の必要なしに状況ベクトルおよび軌道パラメーターの決定を可能にするGNSS自律航法
- 宇宙ステーションとの直接無線データ交換機能によるリアルタイムの相対ナヴィゲーション
- ドッキング操作のための強化されたTV視野を可能にする新しいディジタル無線システム
- 統合コマンドテレメトリーシステム（UCTS）によるウクライナ製のChezara Kvant-V無線システムおよびアンテナフィーダーシステムの置き換え
- クルスAからクルスNAディジタルシステムへの置き換え

## 打ち上げ
2021年2月3日、ロスコスモスのドミトリー・ロゴジンが議長をつとめる有人宇宙飛行試験に関する国家委員会は、2021年および2022年第1四半期の国際宇宙ステーションへの飛行計画の更新を承認した。
国際宇宙ステーションへのプログレス MS-20を搭載したソユーズ2.1aは、2022年6月3日にバイコヌール宇宙基地31番射点から高速軌道で打ち上げられた、ズヴェズダ・モジュールの後方側ポートに自動的にドッキングした。同機はISSでの第67次長期滞在および第68次長期滞在の期間中の248日間ドッキングを継続した。

## 貨物
プログレス MS-20宇宙船は2,500 kg (5,500 lb)の貨物を搭載していた。
- 非与圧貨物： 1,458 kg (3,214 lb)
- 燃料： 599 kg (1,321 lb)
- 酸素： 40 kg (88 lb)
- 水： 420 kg (930 lb)

船外活動EVA 3中にロシア人宇宙飛行士オレッグ・アルテミエフによって展開されたロシア製の6機の実験的キューブサット（ЮЗГУ No.5 - 10 / SWSU No5 - 10）とともに、3DプリンターもISSへと運んだ。2022 List of spacecraft deployed from the International Space Stationも参照のこと。